# Goldimplantation
Die Goldimplantation ist ein Verfahren zur Schmerz- und Entzündungsbehandlung von Gelenken bei Menschen und Tieren mit Arthrosezeichen und zählt zu den alternativmedizinischen Methoden. Bei Tieren, vor allem bei Hunden und Katzen, werden Goldimplantate zusätzlich auch zur Behandlung von Narbengewebsschmerzen, Entzündungen des Zahnfleisches, entzündlichen Hauterkrankungen sowie epileptischen Anfällen eingesetzt.

## Geschichte der Goldimplantation
1975 begann der amerikanische Tierarzt Dr. Terry Durkes aus Marion, Indiana, Hüftdysplasien bei Hunden mit Goldimplantaten zu behandeln.  In Europa wandte ab etwa 1988 der dänische Tierarzt Dr. Jens Klitsgaard aus Aalborg die Goldimplantation an Hunden und Katzen an, bei dem 1994 als erster deutscher Tierarzt Ralf Schweda aus Sibbesse (Hildesheim) die Anwendung der Therapie erlernte und in Deutschland einführte. Mittlerweile ist die Methode bei Haustieren (besonders Hunde, Katzen, Pferde) weit verbreitet und wurde bisher einige Zigtausend Male angewandt. Für die Tiermedizin existieren derzeit etwa 20 Studien, deren Forschungsergebnisse allerdings nicht als auf die Humanmedizin übertragbar galten.
1996 wandte der dänische Allgemeinmediziner Dr. Hans Kryger Kjerkegaard aus Aarhus die Methode erstmals in der Humanmedizin an. In Deutschland engagiert sich seit 2010 das Team Ackermann aus Hannover dafür, die Goldimplantation für Menschen deutschland- und europaweit zu etablieren, und gründete 2015 den als gemeinnützig anerkannten Verein Goldimplantation zur Gelenkbehandlung und Schmerztherapie e. V. Mittlerweile wird die Methode in Deutschland und weiteren europäischen Ländern von einer zunehmenden Anzahl von Humanmedizinern angewendet.

## Methodik
Für die Goldimplantation wurden unterschiedliche Methoden entwickelt, die zu verschiedenen Schulen und Traditionen der Methode sowohl bei Menschen als auch bei Tieren geführt haben. Sie basieren im Wesentlichen auf zwei grundsätzlichen Auffassungen zum Wirkmechanismus der Goldimplantation: Die eine Methode beruht auf der Hypothese, dass die Goldimplantate im Sinne eines permanenten Stimulus zu einer dauerhaften Akupunkturwirkung führen. Die andere, inzwischen sehr verbreitete Methode geht davon aus, dass die Eigenwirkung des Goldes für den schmerztherapeutischen Effekt verantwortlich ist. Hier erfolgt die Goldimplantation an den individuellen, meist gelenknahen Schmerzpunkten, die vor dem Eingriff durch Palpation ermittelt werden.

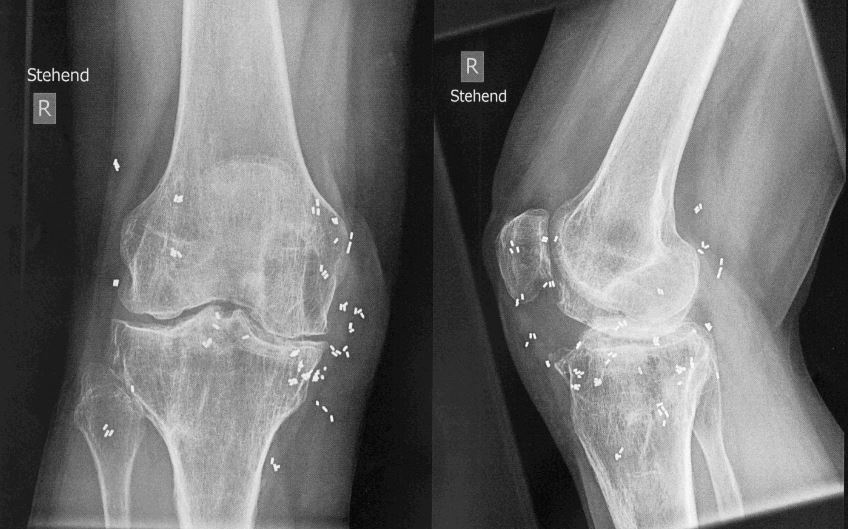
Röntgenaufnahmen eines Kniegelenks mit schwerer (viertgradiger) Arthrose und Goldimplantaten

Bei der klassischen Goldstückchenimplantation werden kleine zylindrische Segmente (etwa 1 bis 3 Millimeter lang) aus 24-karätigem Golddraht von 1 Millimeter Durchmesser gelenknah implantiert. Die Segmente werden beim Menschen in lokaler Betäubung, beim Tier in Sedation mittels einer Hohlnadel rund um das Gelenk eingebracht. Die Stücke liegen außen an der Gelenkkapsel, nicht im Gelenk. Die Anzahl schwankt je nach Gelenk zwischen 10 und 50 Stück.

## Goldimplantation in der Humanmedizin
Die Goldimplantation wird bei Menschen als Therapie bei degenerativen, traumatischen oder entzündlichen Gelenkveränderungen eingesetzt, die mit Schmerzen einhergehen. Sie findet Anwendung bei Arthrose der Knie, der Hüften, der Hals-, Brust- und Lendenwirbelsäule, der Schultergelenke, der Fuß- und Handgelenke einschließlich der Fingergelenke. Hauptziele sind die Schmerzreduktion durch Eindämmung der Entzündung und eine Zunahme der Beweglichkeit. Der Eingriff erfolgt am Menschen unter Lokalanästhesie.
Eine Reihe von Veröffentlichungen und Studien befassen sich mit der Goldimplantation, oder mit der Wirkung reinen Goldes im menschlichen Organismus, Nebenwirkungen oder Allergien auf reines Gold (Feingold) wurden bisher nicht beschrieben.

## Goldimplantation in der Tiermedizin
In der Tiermedizin wird die Goldimplantation vor allem an Hunden, Katzen und Pferden, doch sogar an Kamelen, Braunbären, Papageien und Wildvögeln angewandt. Zahlreiche Veröffentlichungen und Studien befassen sich mit der Goldimplantation oder mit der Wirkung reinen Goldes im tierischen Organismus. Die Goldimplantation zielt auf eine Schmerzreduktion und eine Normalisierung des Bewegungsablaufs hin, die sich auch in einem dynamischeren Bewegungsverhalten zeigt.
In der Tiermedizin wird die Goldimplantation zum Beispiel angewandt bei Hüftdysplasien, Osteochondrosis, Osteochondrosis dissecans der Schulter, Arthritis des Ellenbogens und des Knies, Spondylose des Rückens, Ankylosen, Cauda-equina-Kompressionssyndrom, Wobbler-Syndrom und epileptischen Anfällen von Hunden. Vor der Behandlung werden neben dem Einsatz von Röntgentechnik üblicherweise eine Gangbildanalyse und Triggerpunktuntersuchung durchgeführt. Eingenommene schmerzarme Schonhaltungen verändern den Bewegungsablauf und geben zusammen mit Bewegungsschwächen (Lahmheiten) Aufschluss über den Problembereich.
Als Kontraindikationen werden bisweilen u. a. Patienten mit hohem Narkoserisiko genannt, denn bei Tieren wird die Goldimplantation in der Regel unter Sedierung oder Allgemeinanästhesie durchgeführt.
Eine Arbeitsgruppe Goldimplantation von 25 Tierärzten und Tierarztpraxen beschäftigt sich intensiv mit der Methode und ihrer Wirkungsweise.

## Forschungen zur Wirkung der Goldimplantation

### Forschungsergebnisse aus der Behandlung mit Goldimplantation
Es gibt eine Reihe von Veröffentlichungen über Studien zur Goldimplantation an Tieren. In einer norwegischen doppelblinden, placebo-kontrollierten Studie an 78 Hunden mit Hüftdysplasie zur schmerzlindernden Wirkung der Goldteilchenimplantation zeigten sich nach 14 Tagen und nach 3 und 6 Monaten signifikant größere Verbesserungen der Beweglichkeit und größere Verminderungen in den Schmerzzeichen bei den Hunden, die mit Goldimplantation behandelt wurden, als in der Placebo-Gruppe. In der auf 2 Jahre verlängerten Folgestudie hielt diese Wirkung an.
Auch in der Humanmedizin gibt es eine Reihe von Veröffentlichungen und Studien zur Goldimplantation. Zwei dänische doppelblinde, placebo-kontrollierte Pilotstudien mit 43 bzw. 46 Patienten mit Arthrose am Knie bzw. an der Halswirbelsäule zeigen eine deutliche Senkung der Schmerzen und Verbesserung der Beweglichkeit bei der mit Goldimplantation behandelten Patientengruppe gegenüber der Kontrollgruppe mit Scheinimplantation (nur Nadeln eingeführt).
Seit 2016 führt der Verein Goldimplantation zur Gelenkbehandlung und Schmerztherapie e. V., Team Ackermann aus Hannover in Zusammenarbeit mit Dr. Melanie Endrizzi aus Düsseldorf eine retrospektive Beobachtungsstudie durch, in der bis Ende 2022 insgesamt 266 Patienten mit 316 behandelten Gelenken bezüglich ihrer Schmerzen und ihres Schmerzmittelbedarfs ausgewertet und die Ergebnisse statistisch analysiert wurden. Bei etwa 2/3 der Befragten hat sich der Schmerzwert nach der Goldimplantation deutlich und statistisch hoch signifikant gesenkt. Die Studie wird fortgesetzt, um Erkenntnisse über Langzeitwirkungen zu erhalten. Das Ergebnis dieser Studie soll mit als Grundlage zur Entscheidung durch den Gemeinsamen Bundesausschuss (G-BA) für die Aufnahme der Goldimplantation in den Leistungskatalog der Gesetzlichen Krankenversicherung dienen.

### Forschungsergebnisse auf intra- und interzellulärer Ebene und zu biochemischen Prozessen
Einige Studien zur Goldimplantation nehmen an, dass sich die Erkenntnisse aus der Forschung zu Goldsalzen auf die Goldimplantation übertragen lassen, jedoch unter Vermeidung der mit den Goldsalzen verbundenen Nebenwirkungen. Andere Studien untersuchen gezielt die Effekte der Goldionen ohne Bezug auf Goldsalze.
Auf molekularbiologischer Ebene werden verschiedene Wirkungsmechanismen des Goldes diskutiert. Als widerlegt gilt die frühere Annahme, Gold verhielte sich als Edelmetall im Körper weitgehend inert (neutral). Im Jahr 2002 wurde nachgewiesen, dass es nach der Implantation von Goldteilchen in Säugetiere zu einer Freisetzung von Goldionen in das umliegende Gewebe kommt.
Die lokale Einbringung von reinem Gold scheint das Immunsystem zu beeinflussen. In Laborstudien hemmte Gold die Freisetzung des Cytokins HMGB1 aus Makrophagen, das die Entzündungsreaktion mit auslöst. Ferner konnte ein Forscherteam tierexperimentell Goldionen u. a. in Mastzellen (Immunzellen) und Makrophagen (Fresszellen) nachweisen.
Auch ein möglicher genregulatorischer, immunmodulierender Effekt von Goldionen wurde in Laborversuchen 2012 aufgezeigt. So induzierte die Aufnahme von Goldionen eine Herunterregulierung von Genen, die an rheumatoider Arthritis (RA) bzw. Entzündungen beteiligt sind. Weitere Forschungen zum exakten biochemischen Ablauf und der Bedeutung dieser antientzündlichen Wirkung des Goldes stehen noch aus.

## Kosten für das Gesundheitssystem
Arthrosen sind mit erheblichen Kosten für das Gesundheitssystem verbunden. Jede Goldimplantation, die eine Totalendoprothese vermeiden oder hinausschieben kann, entlastet das Gesundheitssystem.